# Смрјечје
Смрјечје (Смријечје) је насељено мјесто у општини Вишеград, Република Српска, БиХ.

## Становништво
| Демографија | Демографија | Демографија |
| Година      | Становника  | Становника  |
| ----------- | ----------- | ----------- |
| 1948.       | 59          |             |
| 1953.       | 65          |             |
| 1961.       | 67          |             |
| 1971.       | 101         |             |
| 1981.       | 73          |             |
| 1991.       | 45          |             |